# 3e division d'infanterie coloniale
Pour les articles homonymes, voir 3e division.
La 3e division d'infanterie coloniale (3e DIC) est une grande unité française qui regroupe des troupes coloniales pendant les deux guerres mondiales et la guerre d'Indochine.

## Les chefs de la3edivisiond'infanterie coloniale
- 16 décembre 1902 : général Fey.
- 23 septembre 1904 - 12 octobre 1904 : général de La Pommeraye.
- 24 décembre 1904 - 4 mai 1906 : général Lachouque.
- 9 mai 1906 : général de Langle de Cary.
- 10 octobre 1906 - 12 mars 1907 : général Andry.
- 2 mai 1907 - 7 septembre 1908 : général Geil.
- 10 novembre 1908 : général de Trentinian.
- 21 septembre 1911 : général Massiet du Biest.
- 27 mars 1912 : général Perreaux.
- 4 avril 1913 : général Marabail.
- 20 juin 1914 : général Raffenel.
- 27 août 1914 : général Leblond.
- 15 septembre 1914 : général Goullet.
- 19 novembre 1915 : général Gadel.
- 2 juillet 1916 : général Puypèroux.
- 12 octobre 1919 : général Blondlat.
- 9 janvier 1922 - 1er janvier 1924 : général Peyregne.
- (dissolution)
- 5 mai 1929 - 14 juin 1930 : général Billotte.
- 1936 : général Faury.
- 15 octobre 1938 - 23 mars 1940 : général Barrau (de).
- 1er avril 1940 - 23 juin 1940 : général Falvy[1].
- (dissolution)
- août 1945 - septembre 1946 : général Nyo

## Avant 1914
La division est créée le 6 décembre 1902.

## Première Guerre mondiale

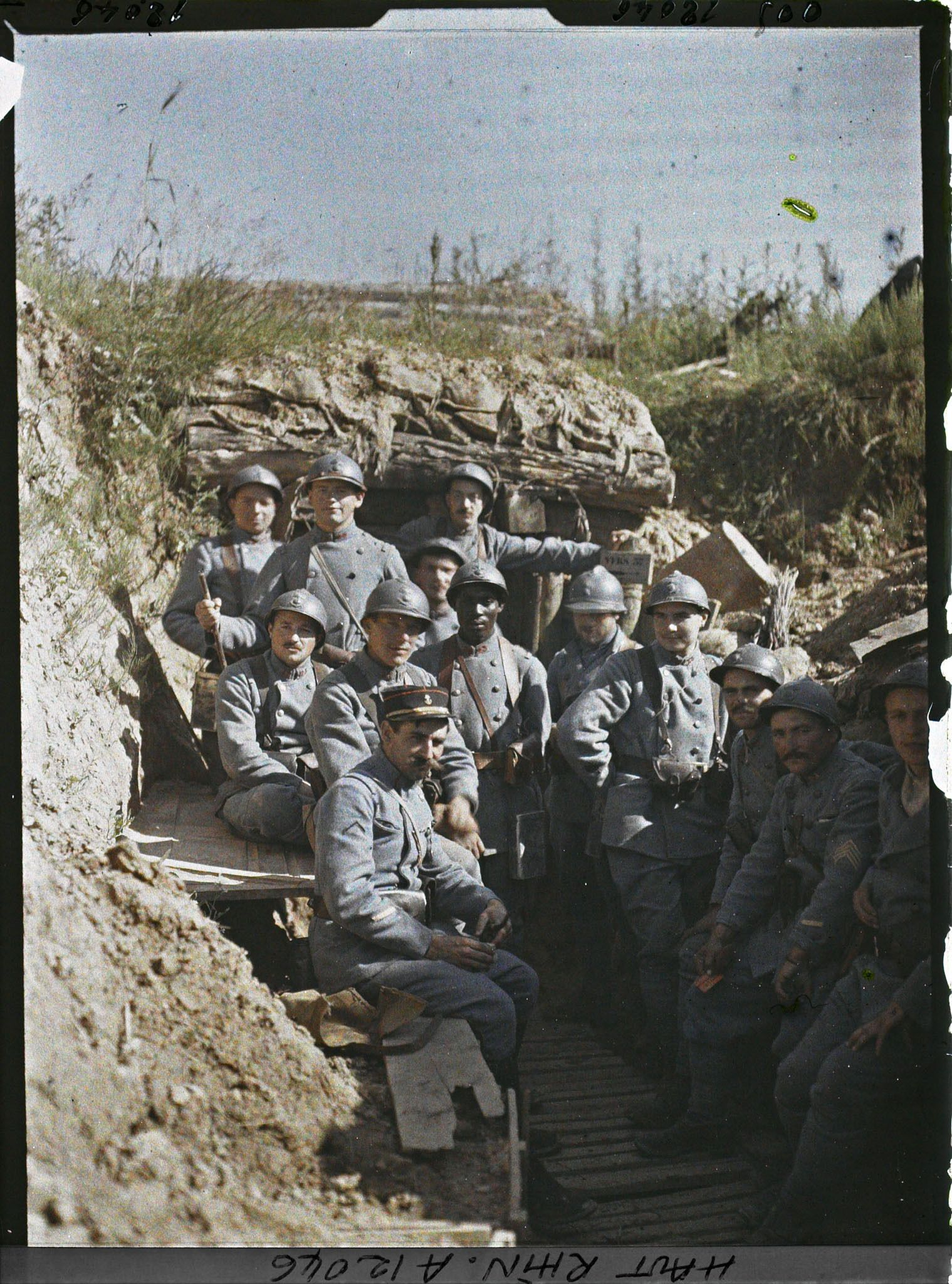
Poilus du de la 3e division coloniale en juin 1917.

### Composition

#### Infanterie
- 1re brigade d'infanterie coloniale d'août 1914 à janvier 1915 :
  - 1er régiment d'infanterie coloniale d'août 1914 à janvier 1915,
  - 2e régiment d'infanterie coloniale d'août 1914 à janvier 1915.
- 3e brigade d'infanterie coloniale d'août 1914 à mai 1917 (les régiments passent ensuite à l'infanterie divisionnaire) :
  - 3e régiment d'infanterie coloniale d'août 1914 à février 1916,
  - 7e régiment d'infanterie coloniale d'août 1914 à novembre 1918,
  - 58e régiment d'infanterie coloniale (68e, 69e et 70e bataillons de tirailleurs sénégalais) de juin à octobre 1916.
- 7e brigade d'infanterie coloniale de janvier 1915 à mai 1917 (les régiments passent ensuite à l'infanterie divisionnaire) :
  - 21e régiment d'infanterie coloniale de février 1916 à novembre 1918
  - 23e régiment d'infanterie coloniale de février 1916 à novembre 1918.
- Infanterie divisionnaire :
  - 7e régiment d'infanterie coloniale de mai 1917 à novembre 1918,
  - 21e régiment d'infanterie coloniale de mai 1917 à novembre 1918,
  - 23e régiment d'infanterie coloniale de mai 1917 à novembre 1918,
  - 5e, 61e et 62e bataillons de tirailleurs sénégalais de juin à octobre 1917 et du printemps à l'automne 1918

#### Cavalerie
- 2e escadron du 3e régiment de chasseurs d'Afrique en 1917

#### Artillerie
- 3 groupes de 75 du 2e régiment d'artillerie coloniale août 1914 (détruits ou capturés lors des combats de Rossignol) puis de juillet 1917 à novembre 1918.
- 1 groupe de 75 du 2e régiment d'artillerie coloniale de janvier 1915 à juillet 1917.
- 1 groupe de 75 du 3e régiment d'artillerie coloniale de janvier 1915 à juillet 1917.
- 1 groupe de 75 du 50e régiment d'artillerie de janvier 1915 à juillet 1917.
- 126e batterie de 58 T du 3e régiment d'artillerie de juillet 1916 à janvier 1918.
- 101e batterie de 58 du 2e régiment d'artillerie coloniale de janvier à novembre 1918.
- 176e batterie de 75 (en)-150 (en) du 3e régiment d'artillerie coloniale d'avril-mai 1916 à avril 1918[3].
- 6e groupe de 155 C du 141e régiment d'artillerie coloniale de mars à novembre 1918

### Historique

#### 1914
- 9 - 11 août : transport par V.F. et concentration dans la région de Bar-le-Duc.
- 11 - 22 août 1914 : mouvement offensif en direction de Neufchâteau (Belgique), par Rampont, Dun-sur-Meuse, Stenay, Chauvency-le-Château et Thonne-la-Long.
- 22 - 24 août : engagée dans la bataille des Ardennes : combats vers Rossignol et le bois de Saint-Vincent.
- 24 août - 6 septembre : repli sur la Meuse, vers Inor.

27 août : défense de la Meuse, combat vers la forêt de Vaux-en-Dieulet (bataille de la Meuse).
28 août : poursuite du repli, par La Croix-aux-Bois, Cernay-en-Dormois, Auve et Vanault-les-Dames, jusque dans la région de Thiéblemont-Farémont.
- 6 - 14 septembre : engagée dans la 1re bataille de la Marne.

6 - 11 septembre : bataille de Vitry, combats vers Écriennes, Thiéblemont-Farémont, Matignicourt-Goncourt. À partir du 11, poursuite, par Favresse et Saint-Jean-devant-Possesse, jusque vers Ville-sur-Tourbe.
- 14 septembre - 20 décembre : combats dans cette région, puis stabilisation du front et occupation d'un secteur vers Ville-sur-Tourbe et le bois d'Hauzy (guerre de mines).

26 septembre : attaques allemandes vers le bois de Ville et perte de ce bois.
4 octobre : extension du front, à droite, jusqu'à l'Aisne.
23 octobre : attaque française sur Melzicourt et occupation du village.

#### 1915
- 20 décembre 1914 - 31 mai 1915 : engagée dans la 1re bataille de Champagne.

23 décembre : attaque allemande au nord de Ville-sur-Tourbe ; puis organisation et occupation du terrain conquis.
15 mai : attaque allemande vers Ville-sur-Tourbe et contre-attaque française.
- 31 mai - 12 août : retrait du front et transport par V.F. de la région de Sainte-Menehould dans celle de Villers-Cotterêts ; repos vers Pierrefonds. À partir du 14 juin, transport par V.F. vers Hangest-sur-Somme. À partir du 16 juin, transport par camions vers Warluzel ; repos et instruction.

5 juillet : mouvement vers Orville ; repos. À partir du 15 juillet, transport par V.F. dans la région d'Ay ; repos et instruction.
22 juillet : transport par V.F. dans la région de Courtisols, puis dans celle de Valmy ; repos.
- 12 août - 30 novembre : mouvement vers le front puis occupation d'un secteur entre l'Aisne et Ville-sur-Tourbe, déplacé à gauche, le 31 août, vers Ville-sur-Tourbe et Massiges.

25 septembre-6 octobre : engagée dans la 2e bataille de Champagne
23 - 30 septembre : violentes attaques françaises vers Ville-sur-Tourbe et Massiges ; enlèvement de la partie est de la Main de Massiges ; puis organisation et occupation des positions conquises.
- 30 novembre 1915 - 4 janvier 1916 : retrait du front et repos vers Saint-Mard-sur-le-Mont. À partir du 17 décembre, transport par V.F. dans la région de Saint-Soupplets ; repos.

#### 1916
- 4 - 28 janvier 1916 : mouvement par étapes vers le camp de Crèvecœur ; instruction.
- 28 janvier - 10 février : mouvement vers la région de Flers-sur-Noye, puis transport par camions dans celle de Harbonnières, de Caix et de Marcelcave ; repos.
- 10 février - 27 avril : mouvement vers le front et occupation d'un secteur entre Foucaucourt-en-Santerre et la Somme (guerre de mines)
- 27 avril - 10 mai : retrait du front et repos vers Beaucourt-en-Santerre.
- 10 mai - 6 juillet : occupation d'un secteur vers Foucaucourt et la Somme, réduit, le 3 juin, au front Dompierre, Fontaine-lès-Cappy. À partir du 1er juillet, engagée dans la bataille de la Somme.

1er juillet : offensive prise de Becquincourt et de Dompierre.
2 juillet : prise d'Assevillers.
3 juillet : prise de Flaucourt.
4 juillet : prise de Belloy-en-Santerre.
- 6 - 12 juillet : retrait du front et repos vers Proyart.
- 12 juillet - 4 août : engagée, à nouveau, dans la bataille de la Somme, vers Belloy-en-Santerre et le sud de Barleux.

20 juillet : attaque française sur Villers-Carbonnel.
23 juillet : mouvement de rocade, et occupation d'un secteur au nord et au sud de Barleux.
30 juillet : attaque française sur Horgny.
- 4 - 25 août : retrait du front ; en réserve vers Villers-Bretonneux. À partir du 8, transport par camions dans la région de Formerie ; repos. À partir du 14, transport par camions vers Clermont ; repos.
- 25 août - 9 octobre : transport par V.F. dans la région de Châlons-sur-Marne et mouvement vers le front. À partir du 31 août, occupation d'un secteur vers la bitte de Souain et le nord-ouest de la ferme des Wacques.
- 9 octobre - 24 novembre : retrait du front et repos vers Bouy. À partir du 28 octobre, transport par V.F. dans la région Saint-Omer-en-Chaussée, Crèvecœur-le-Grand ; repos dans celle de Saint-Maur.

#### 1917
- 24 novembre 1916 - 7 mars 1917 : mouvement par étapes vers Méry, puis, à partir du 3 décembre, vers Assainvillers. Occupation d'un secteur vers Andechy et la voie ferrée de Roye à Montdidier, déplacé à droite, le 1er janvier 1917, vers Beuvraignes et le sud d'Armancourt, puis le 29 janvier vers Beuvraignes et les Loges.
- 7 - 15 mars : retrait du front, repos vers Beauvais ; puis transport par camions vers Tilloloy.
- 15 - 21 mars : occupation d'un secteur vers les Loges et Beuvraignes. À partir du 17 mars, poursuite des troupes allemandes après leur repli (Opération Alberich) :

20 mars : franchissement du canal Crozat, prise de Saint-Simon.
- 21 mars - 4 avril : regroupement au sud de Ham et dans la région de Montdidier.
- 4 avril - 13 mai : mouvement vers Soissons, et, le 7 avril, occupation d'un secteur vers Vauxaillon, et Quincy-Basse.

15 avril : Bataille du Chemin des Dames : attaque du bois de Mortier ; organisation et défense des positions conquises.
21 avril : front étendu à droite, jusque vers la ferme le Bessy.
5 - 6 mai : attaque du mont des Singes.
- 13 mai - 15 juin : retrait du front, et, à partir du 15 mai, transport par V.F. de Villers-Cotterêts à Vesoul ; repos et instruction au camp de Villersexel.
- 15 juin - 15 juillet : occupation d'un secteur entre la frontière suisse et le canal du Rhône au Rhin.
- 15 - 30 juillet : retrait du front. À partir du 21 juillet, transport par V.F. de la région de Belfort dans celle de Château-Thierry ; repos.

23 juillet : mouvement vers Chéry-Chartreuve.
- 30 juillet - 19 août : occupation d'un secteur vers la ferme d'Hurtebise et le plateau des Casemates (éléments dès le 28 juillet)

28, 29 et 31 juillet et le 15 août : engagements violents.
- 19 août - 14 septembre : retrait du front ; repos au sud de l'Aisne.
- 14 septembre - 10 novembre : mouvement vers le front et occupation d'un secteur vers le plateau des Casemates et la ferme de la Creute.

2 novembre : progression jusqu'à l'Ailette, vers la ferme Vauclerc et le Nord de la ferme de la Creute.
- 10 novembre 1917-18 janvier 1918 : retrait du front. Repos et instruction dans la région de Château-Thierry.

#### 1918
- 18 janvier - 15 juillet : occupation d'un secteur entre les abords est de Reims et le fort de la Pompelle

1er mars : attaque allemande sur le fort de la Pompelle.
29 mai et 1er juin : résistance aux attaques allemandes à l'est de Reims (3e bataille de l'Aisne).
- 15 juillet - 18 septembre : engagée dans la bataille de la montagne de Reims (4e bataille de Champagne) : résistance au choc allemand sur la position principale, entre Beaumont-sur-Vesle et les abords de Reims ; arrêt de l'ennemi sur la Vesle. À partir du 18 juillet, engagée dans la 2e bataille de la Marne (nombreuses contre-attaques).
- 18 - 27 septembre : retrait du front ; repos vers Tours-sur-Marne.
- 27 septembre - 19 octobre : occupation d'un secteur entre les abords est de Reims et la Neuvillette

4 octobre : engagée dans la bataille de Saint-Thierry, puis dans l'exploitation de cette bataille.
6 octobre : attaque sur la Suippe
7 octobre : prise de Bazancourt
11 octobre : prise de Boult-sur-Suippe et d'Isles-sur-Suippe
12 octobre : combats sur la Retourne et vers Blanzy.
13 - 14 octobre : forcement de l'Aisne ; prise de Balham et de Gomont ; avance jusque vers Condé-lès-Herpy et Saint-Germainmont.
- 19 - 25 octobre : retrait du front ; repos vers Bourgogne.
- 25 - 31 octobre : mouvement vers le front ; engagée, vers Herpy, dans la bataille de la Serre ; puis organisation des positions conquises.
- 31 octobre - 11 novembre : Retrait du front ; repos vers Tours-sur-Marne.

6 novembre : transport par V.F. à destination de Neufchâteau
10 novembre : mouvement vers Nancy ; préparatifs d'offensive. La 3e D.I.C. se trouve vers Xeuilley, lors de l'armistice.

### Rattachements
Affectation organique : 1er CAC d'août 1914 à novembre 1918

#### 1rearmée
27 mars – 2 avril 1917

#### 2earmée
14 – 17 juin 1915
5 -14 juillet 1915
20 septembre – 16 décembre 1915
7 janvier – 7 août 1916

#### 3earmée
14 – 24 août 1916
27 novembre 1916 – 26 mars 1917

#### 4earmée
2 août 1914 – 30 mai 1915
15 juillet – 9 août 1915
25 août – 26 novembre 1917
20 mars – 28 mai 1918

#### 5earmée
18 novembre 1917 – 19 mars 1918
29 mai – 7 novembre 1918

#### 6earmée
31 mai – 13 juin 1915
17 décembre 1915 – 6 janvier 1916
28 janvier – 13 août 1916
3 avril – 14 mai 1917
28 octobre – 17 novembre 1917

#### 7earmée
15 mai – 17 juillet 1917

#### 8earmée
6 – 9 novembre 1918

#### 10earmée
18 juin - 14 juillet 1915
21 juillet – 27 octobre 1917
10 – 11 novembre 1918

#### Groupement Pétain
10 août - 19 septembre 1915

## Entre-deux-guerres

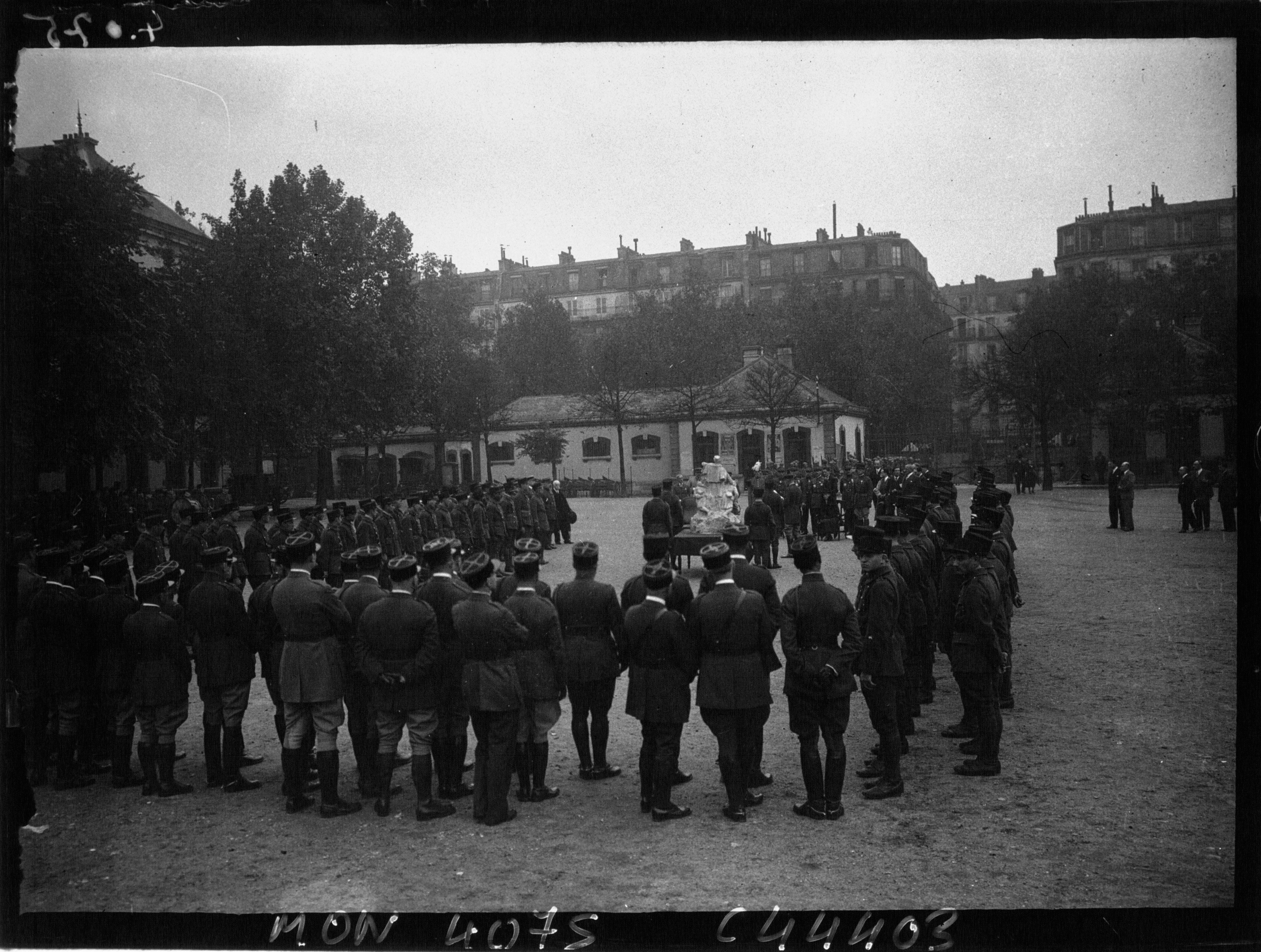
Cérémonie au, à la caserne Lourcine en septembre 1932. Au centre, une maquette du monument au général Mangin.

La 3e division d'infanterie coloniale est dissoute le 31 décembre 1923.
Elle est recréée en 1929. D'après le décret du 28 juin 1928 portant sur l'organisation des troupes coloniales, elle doit être formée de trois régiments d'infanterie coloniale et un régiment d'artillerie coloniale, mixte malgache . La division est constituée des unités suivantes :
- État-major à Paris,
- 2e régiment d'infanterie coloniale à Brest,
- 21e régiment d'infanterie coloniale à Paris,
- 23e régiment d'infanterie coloniale à Paris,
- 3e régiment d'artillerie coloniale à Joigny.

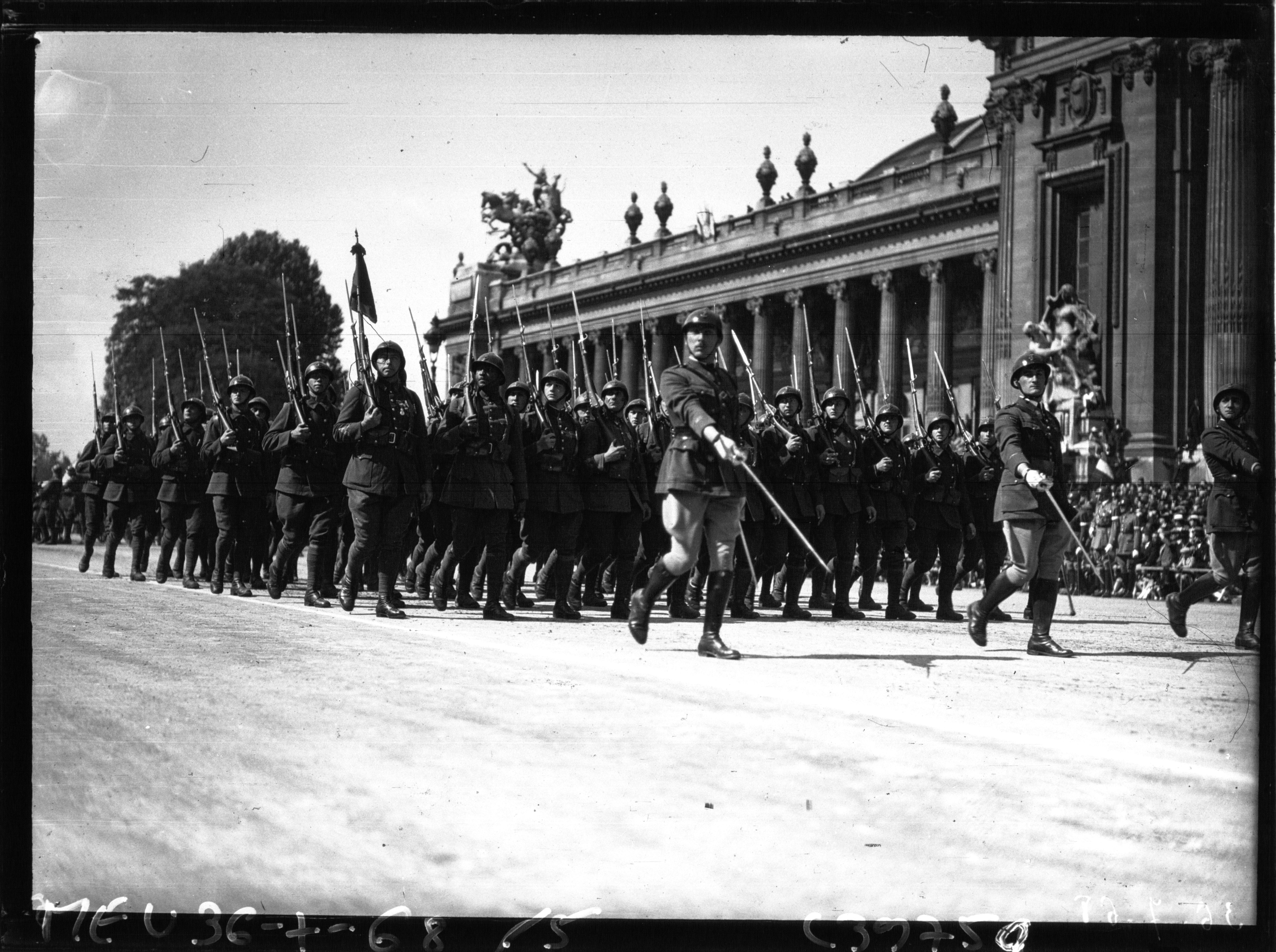
Défilé de soldats de la 3e DIC le 14/7/1936.

Sa structure est ensuite modifiée et en 1939 la division est organisée comme suit :
- État-major à Paris (école militaire)
- 5e brigade coloniale :
  - 1er régiment d'infanterie coloniale à Paris et Dreux,
  - 21e régiment d'infanterie coloniale à Paris,
- 6e brigade coloniale :
  - 23e régiment d'infanterie coloniale à Paris,
  - 41e régiment de mitrailleurs d'infanterie coloniale à Sarralbe et Puttelange (rattaché à la division en temps de paix),
- Artillerie divisionnaire :
  - 3e régiment d'artillerie coloniale à Joigny,
  - 10e régiment d'artillerie coloniale à Rueil (rattaché à la division en temps de paix).

## Seconde Guerre mondiale

### Drôle de guerre
La division est considérée comme une unité d'élite en 1939-1940,.
Pendant la drôle de guerre, la 3e division d'infanterie coloniale, formation d'active série A et de type Nord-est, est rattachée à la 2e armée (général Huntziger) au sein du XVIIIe corps d'Armée (général Rochard). Elle renforce le 155e régiment d'infanterie de forteresse qui occupe le sous-secteur de Montmédy (secteur fortifié de Montmédy) disposant de fortifications plutôt solides, englobant notamment la tête de pont de Montmédy sur la Chiers. La division n'est dans son ensemble pas concernée par les plans d'interventions en Belgique, elle doit continuer à défendre le front qu'elle occupe, entre la 3e division d'infanterie nord-africaine (du Xe corps d'armée) à sa gauche et la 41e division d'infanterie sur sa droite.
En revanche, son groupe de reconnaissance de division d'infanterie, le 73e GRDI, doit participer à la manœuvre retardatrice de l'invasion allemande en Ardenne, en renforçant le détachement sud de la 2e division légère de cavalerie ; cette division agit en avant de la 2e armée en direction de la frontière belgo-luxembourgeoise au sud de Martelange. Un des bataillons de la division, le II/1er régiment d'infanterie coloniale doit également avancer en Belgique pour se placer en recueil de la cavalerie sur la Semois.

### Bataille de France
Face à l'attaque allemande par les Ardennes, la division doit défendre à partir du 16 mai 1940 la région pivot entre la Chiers et la Meuse,. Elle tient cette région jusqu'à l'ordre de retraite exécuté à partir du 8 juin. Se repliant en combattant avec le groupement Dubuisson (sl), la division se rend sur ordre le 23 juin.

### Composition au 10 mai 1940
Selon.

#### Cavalerie
- 73e groupe de reconnaissance de division d'infanterie

#### Infanterie
- 1er régiment d'infanterie coloniale
- 21e régiment d'infanterie coloniale
- 23e régiment d'infanterie coloniale

#### Artillerie
- 3e régiment d'artillerie coloniale de division (3e RACD)
- 203e régiment d'artillerie lourde coloniale de division
- 10e batterie divisionnaire antichar du 3e RACD
- 73e parc d'artillerie divisionnaire
- 73e compagnie d’ouvriers d'artillerie
- 73e section de munitions hippomobile
- 273e section de munitions automobile

#### Génie
- compagnie de sapeurs-mineurs 73/1
- compagnie de sapeurs-mineurs 73/2

#### Transmissions
- compagnie télégraphique 73/81
- compagnie radio 73/82

#### Train
- compagnie hippomobile 73/22
- compagnie automobile 173/22

#### Intendance
- groupe d’exploitation divisionnaire 73/22

#### Santé
- 73e groupe sanitaire divisionnaire

## Guerre d'Indochine

### Formation
La division est formée le 16 août 1945 à partir de la 1re division coloniale d'Extrême-Orient (1re DCEO, qui a elle-même été renforcée par des éléments de la 2e division coloniale d'Extrême-Orient dissoute mi-juin). La 3e DIC ne conserve que les soldats européens de la 1re DCEO,.

### Mouvement en Cochinchine et Sud Annam (1945)
La division débarque à Saïgon en janvier-février 1946 et commence à opérer contre le Việt Minh en Cochinchine, en relève de la 9e division d'infanterie coloniale. La 3e DIC est responsable de la garde de la partie du Viêt Nam située au sud du 16e parallèle, avec le soutien de la 1re brigade d'Extrême-Orient et de deux régiments de Légion étrangère (3e REI et 13e DBLE). La division est affaiblie par le détachement d'éléments au Cambodge, au Laos et au Tonkin.

### Composition

#### Infanterie
- 22e régiment d'infanterie coloniale[14]
- 43e régiment d'infanterie coloniale[14]
- Régiment de marche de la Légion étrangère (renommé 2e régiment étranger d'infanterie début 1946)[16]
- Compagnie annamite de la 3e DIC[17] (formée en 1946 à Mỹ Tho)[18]

#### Artillerie
- 4e régiment d'artillerie coloniale[17]

- 10e régiment d'artillerie coloniale[17]

### Dissolution
Elle a lieu le 12 septembre 1946, la division prenant le nom d'État-major des troupes françaises en Indochine du Sud,, ses régiments devenant autonomes.

## Insigne

### Insigne de 1939
L'insigne de 1939 présente une nef, référence aux troupes de marine.

### Insigne de 1946
La division reprend en 1946 l'insigne de la 1re division coloniale d'Extrême-Orient : une ancre chargée d'un dragon (symbole de l'Extrême-Orient), avec une croix de Lorraine (symbole de la France libre). L'insigne est fabriqué en Indochine.